# Tweede Kamerverkiezingen in het kiesdistrict Breda (1850-1888)
Tweede Kamerverkiezingen in het kiesdistrict Breda (1850-1888) geeft een overzicht van verkiezingen voor de Nederlandse Tweede Kamer in het kiesdistrict Breda in de periode 1850-1888.
Het kiesdistrict Breda was al ingesteld in 1848. De indeling van het kiesdistrict werd in 1850 gewijzigd bij de invoering van de Kieswet. Tot het kiesdistrict behoorden vanaf dat moment de volgende gemeenten: Bergen op Zoom, Breda, Dinteloord en Prinsenland, Etten en Leur, Fijnaart en Heijningen, Ginneken en Bavel, Halsteren, Hoeven, Huijbergen, Klundert, Nieuw-Vossemeer, Ossendrecht, Oud- en Nieuw-Gastel, Oudenbosch, Princenhage, Putte, Rijsbergen, Roosendaal, Rucphen, Standdaarbuiten, Steenbergen, Teteringen, Willemstad, Woensdrecht, Wouw en Zundert.
In 1878 werd de indeling van het kiesdistrict gewijzigd. De gemeenten Bergen op Zoom, Huijbergen, Ossendrecht, Putte en Woensdrecht werden toegevoegd aan het kiesdistrict Goes en de gemeenten Dinteloord en Prinsenland, Fijnaart en Heijningen, Klundert en Willemstad aan het kiesdistrict Zevenbergen. Tevens werd een gedeelte van het kiesdistrict Tilburg (de gemeenten Baarle-Nassau, Chaam, Gilze en Rijen en Terheijden) toegevoegd aan het kiesdistrict Breda.
Het kiesdistrict Breda was in deze periode een meervoudig kiesdistrict: het vaardigde twee leden af naar de Tweede Kamer. Om de twee jaar trad een van de leden af; er werd dan een periodieke verkiezing gehouden voor de vrijgevallen zetel. Bij algemene verkiezingen (na ontbinding van de Tweede Kamer) bracht elke kiezer twee stemmen uit. Om in de eerste verkiezingsronde gekozen te worden moest een kandidaat minimaal de districtskiesdrempel behalen; indien nodig werd een tweede ronde gehouden.
Legenda
- cursief: in de eerste verkiezingsronde geplaatst voor de tweede ronde;
- vet: gekozen als lid van de Tweede Kamer.

## 27 augustus 1850
De verkiezingen waren algemene verkiezingen; zij werden gehouden na ontbinding van de Tweede Kamer na inwerkingtreding van de Kieswet.
|                         | 27 augustus |
| ----------------------- | ----------- |
| Kiesgerechtigden        | 3.355       |
| Opkomst                 | 2.268       |
| Geldige stemmen         | 4.481       |
| Blanco stemmen          | 5           |
| Kiesdrempel             | 1.120       |
| Kandidaten              |             |
| L.D. Storm              | 2.085       |
| K.A. Meeussen           | 1.301       |
| P. Gouverneur           | 774         |
| J.J. Loke               | 70          |
| G. Groen van Prinsterer | 42          |
| J.D.W. Pape             | 40          |

## 8 juni 1852
De verkiezingen waren periodieke verkiezingen; zij werden gehouden vanwege de afloop van de zittingstermijn van een gekozen lid.
|                            | 8 juni |
| -------------------------- | ------ |
| Kiesgerechtigden           | 3.376  |
| Opkomst                    | 1.590  |
| Geldige stemmen            | 1.575  |
| Blanco stemmen             | 13     |
| Kandidaten                 |        |
| L.D. Storm                 | 1.023  |
| P.J.J. Hollingérus Pijpers | 264    |
| C.A. Flooren               | 140    |

## 17 mei 1853
De verkiezingen waren algemene verkiezingen; zij werden gehouden na ontbinding van de Tweede Kamer.
|                            | 17 mei |
| -------------------------- | ------ |
| Kiesgerechtigden           | 3.412  |
| Opkomst                    | 2.360  |
| Geldige stemmen            | 4.541  |
| Blanco stemmen             | 143    |
| Kiesdrempel                | 1.135  |
| Kandidaten                 |        |
| K.A. Meeussen              | 1.722  |
| J.R. Thorbecke             | 1.582  |
| J.J. Loke                  | 494    |
| J.D.W. Pape                | 277    |
| L.D. Storm                 | 267    |
| C.J. van Heusden           | 71     |
| P.J.J. Hollingérus Pijpers | 35     |

## 17 juni 1853
Johan Rudolph Thorbecke was bij de verkiezingen van 17 mei 1853 gekozen in twee kiesdistricten, Breda en Maastricht. Hij opteerde voor Maastricht, als gevolg waarvan in Breda een naverkiezing gehouden werd. 
|                                | 17 juni |
| ------------------------------ | ------- |
| Kiesgerechtigden               | 3.412   |
| Opkomst                        | 2.169   |
| Geldige stemmen                | 2.143   |
| Blanco stemmen                 | 5       |
| Kandidaten                     |         |
| L.D. Storm                     | 1.244   |
| J.J. Loke                      | 441     |
| J.P.P. van Zuylen van Nijevelt | 360     |
| P.J.J. Hollingérus Pijpers     | 51      |

## 13 juni 1854
De verkiezingen waren periodieke verkiezingen; zij werden gehouden vanwege de afloop van de zittingstermijn van een gekozen lid.
|                  | 13 juni |
| ---------------- | ------- |
| Kiesgerechtigden | 3.412   |
| Opkomst          | 1.473   |
| Geldige stemmen  | 1.459   |
| Blanco stemmen   | 13      |
| Kandidaten       |         |
| K.A. Meeussen    | 1.329   |
| J.J. Loke        | 89      |

## 8 januari 1856
Karel Meeussen, gekozen bij de verkiezingen van 13 juni 1854, trad op 14 december 1855 af tot rechter in de arrondissementsrechtbank van Breda. Om in de ontstane vacature te voorzien werd een tussentijdse verkiezing gehouden.
|                  | 8 januari |
| ---------------- | --------- |
| Kiesgerechtigden | 3.412     |
| Opkomst          | 1.473     |
| Geldige stemmen  | 1.458     |
| Blanco stemmen   | 8         |
| Kandidaten       |           |
| K.A. Meeussen    | 1.302     |
| A.J. Korteweg    | 83        |

## 10 juni 1856
De verkiezingen waren periodieke verkiezingen; zij werden gehouden vanwege de afloop van de zittingstermijn van een gekozen lid.
|                  | 10 juni |
| ---------------- | ------- |
| Kiesgerechtigden | 3.492   |
| Opkomst          | 1.434   |
| Geldige stemmen  | 1.419   |
| Blanco stemmen   | 14      |
| Kandidaten       |         |
| L.D. Storm       | 1.139   |
| J.J. Loke        | 180     |
| De Willebois     | 68      |

## 8 juni 1858
De verkiezingen waren periodieke verkiezingen; zij werden gehouden vanwege de afloop van de zittingstermijn van een gekozen lid.
|                  | 8 juni |
| ---------------- | ------ |
| Kiesgerechtigden | 3.545  |
| Opkomst          | 1.313  |
| Geldige stemmen  | 1.289  |
| Blanco stemmen   | 12     |
| Kandidaten       |        |
| K.A. Meeussen    | 1.223  |

## 28 juni 1859
Lambertus Storm, gekozen bij de verkiezingen van 10 juni 1856, overleed op 3 juni 1859. Om in de ontstane vacature te voorzien werd een tussentijdse verkiezing gehouden.
|                  | 28 juni | 12 juli |
| ---------------- | ------- | ------- |
| Kiesgerechtigden | 3.639   | 3.639   |
| Opkomst          | 1.938   | 2.040   |
| Geldige stemmen  | 1.928   | 2.021   |
| Blanco stemmen   | 9       | 17      |
| Kandidaten       |         |         |
| C.W. Oomen       | 723     | 1.020   |
| N.R.H. Guljé     | 667     | 1.001   |
| W.J. Knoop       | 339     |         |
| A. Kerstens      | 138     |         |

## 12 juni 1860
De verkiezingen waren periodieke verkiezingen; zij werden gehouden vanwege de afloop van de zittingstermijn van een gekozen lid.
|                  | 12 juni |
| ---------------- | ------- |
| Kiesgerechtigden | 3.639   |
| Opkomst          | 1.748   |
| Geldige stemmen  | 1.736   |
| Blanco stemmen   | 13      |
| Kandidaten       |         |
| C.W. Oomen       | 1.014   |
| N.R.H. Guljé     | 675     |

## 25 februari 1862
Karel Meeussen, gekozen bij de verkiezingen van 8 juni 1858, trad op 1 februari 1862 af vanwege zijn toetreding tot het kabinet-Thorbecke II. Om in de ontstane vacature te voorzien werd een naverkiezing gehouden.Om in de ontstane vacature te voorzien werd een tussentijdse verkiezing gehouden.
|                            | 25 februari | 11 maart |
| -------------------------- | ----------- | -------- |
| Kiesgerechtigden           | 3.638       | 3.638    |
| Opkomst                    | 2.065       | 2.361    |
| Geldige stemmen            | 2.042       | 2.341    |
| Blanco stemmen             | 16          | 18       |
| Kandidaten                 |             |          |
| N.R.H. Guljé               | 638         | 1.216    |
| P.J.J. Hollingérus Pijpers | 426         | 1.125    |
| D. Mulder                  | 359         |          |
| J.H. van Mierlo            | 348         |          |
| P.J. Verduijn              | 227         |          |

## 10 juni 1862
De verkiezingen waren periodieke verkiezingen; zij werden gehouden vanwege de afloop van de zittingstermijn van een gekozen lid.
|                            | 10 juni |
| -------------------------- | ------- |
| Kiesgerechtigden           | 3.638   |
| Opkomst                    | 1.486   |
| Geldige stemmen            | 1.399   |
| Blanco stemmen             | 25      |
| Kandidaten                 |         |
| N.R.H. Guljé               | 1.215   |
| P.J.J. Hollingérus Pijpers | 88      |
| C. van Baerle              | 43      |

## 14 juni 1864
De verkiezingen waren periodieke verkiezingen; zij werden gehouden vanwege de afloop van de zittingstermijn van een gekozen lid.
|                            | 14 juni |
| -------------------------- | ------- |
| Kiesgerechtigden           | 3.729   |
| Opkomst                    | 2.030   |
| Geldige stemmen            | 1.901   |
| Blanco stemmen             | 24      |
| Kandidaten                 |         |
| P.J.J. Hollingérus Pijpers | 1.030   |
| D. Mulder                  | 411     |
| A.J.L. de Roock            | 214     |
| J.A. van der Burgh         | 171     |

## 12 juni 1866
De verkiezingen waren periodieke verkiezingen; zij werden gehouden vanwege de afloop van de zittingstermijn van een gekozen lid.
|                  | 12 juni |
| ---------------- | ------- |
| Kiesgerechtigden | 3.782   |
| Opkomst          | 1.528   |
| Geldige stemmen  | 1.428   |
| Blanco stemmen   | 30      |
| Kandidaten       |         |
| N.R.H. Guljé     | 1.330   |

## 30 oktober 1866
De verkiezingen waren algemene verkiezingen; zij werden gehouden na ontbinding van de Tweede Kamer.
|                            | 30 oktober |
| -------------------------- | ---------- |
| Kiesgerechtigden           | 3.782      |
| Opkomst                    | 2.866      |
| Geldige stemmen            | 5.628      |
| Blanco stemmen             | 94         |
| Kiesdrempel                | 1.407      |
| Kandidaten                 |            |
| N.R.H. Guljé               | 1.822      |
| P.J.J. Hollingérus Pijpers | 1.759      |
| F.H.H. Borret              | 1.023      |
| L.W.J.M. Verheyen          | 706        |
| J.H. van Mierlo            | 86         |
| J. van Wijngaarden         | 60         |

## 22 januari 1868
De verkiezingen waren algemene verkiezingen; zij werden gehouden na ontbinding van de Tweede Kamer.
|                            | 22 januari | 4 februari |
| -------------------------- | ---------- | ---------- |
| Kiesgerechtigden           | 3.861      | 3.861      |
| Opkomst                    | 2.650      | 2.832      |
| Geldige stemmen            | 5.187      | 2.780      |
| Blanco stemmen             | 89         | 10         |
| Kiesdrempel                | 1.297      | 1.390      |
| Kandidaten                 |            |            |
| N.R.H. Guljé               | 1.342      |            |
| P.J.J. Hollingérus Pijpers | 1.290      | 1.446      |
| F.H.H. Borret              | 1.263      | 1.334      |
| P.E.A. Janssens            | 786        |            |
| F.X. Verheyen              | 370        |            |

## 8 juni 1869
De verkiezingen waren periodieke verkiezingen; zij werden gehouden vanwege de afloop van de zittingstermijn van een gekozen lid.
|                            | 8 juni |
| -------------------------- | ------ |
| Kiesgerechtigden           | 3.902  |
| Opkomst                    | 3.016  |
| Geldige stemmen            | 2.999  |
| Blanco stemmen             | 13     |
| Kandidaten                 |        |
| A.F.X. Luyben              | 1.855  |
| P.J.J. Hollingérus Pijpers | 1.127  |

## 13 juni 1871
De verkiezingen waren periodieke verkiezingen; zij werden gehouden vanwege de afloop van de zittingstermijn van een gekozen lid.
|                                  | 13 juni |
| -------------------------------- | ------- |
| Kiesgerechtigden                 | 4.003   |
| Opkomst                          | 3.195   |
| Geldige stemmen                  | 3.160   |
| Blanco stemmen                   | 16      |
| Kandidaten                       |         |
| C.J.C.H. van Nispen tot Sevenaer | 2.028   |
| N.R.H. Guljé                     | 1.023   |
| B.J.L. de Geer van Jutphaas      | 60      |

## 10 juni 1873
De verkiezingen waren periodieke verkiezingen; zij werden gehouden vanwege de afloop van de zittingstermijn van een gekozen lid.
|                         | 10 juni |
| ----------------------- | ------- |
| Kiesgerechtigden        | 4.036   |
| Opkomst                 | 2.806   |
| Geldige stemmen         | 2.793   |
| Blanco stemmen          | 7       |
| Kandidaten              |         |
| A.F.X. Luyben           | 1.866   |
| N.R.H. Guljé            | 812     |
| M.M. van Asch van Wijck | 100     |

## 6 januari 1874
Aloysius Luyben, gekozen bij de verkiezingen van 10 juni 1873, trad op 10 december 1873 af vanwege zijn benoeming als kantonrechter. Om in de ontstane vacature te voorzien werd een tussentijdse verkiezing gehouden.
|                         | 6 januari |
| ----------------------- | --------- |
| Kiesgerechtigden        | 4.036     |
| Opkomst                 | 2.511     |
| Geldige stemmen         | 2.479     |
| Blanco stemmen          | 24        |
| Kandidaten              |           |
| A.F.X. Luyben           | 1.595     |
| J.H. van Mierlo         | 759       |
| G. Groen van Prinsterer | 70        |

## 8 juni 1875
De verkiezingen waren periodieke verkiezingen; zij werden gehouden vanwege de afloop van de zittingstermijn van een gekozen lid.
|                                  | 8 juni |
| -------------------------------- | ------ |
| Kiesgerechtigden                 | 4.197  |
| Opkomst                          | 2.905  |
| Geldige stemmen                  | 2.891  |
| Blanco stemmen                   | 9      |
| Kandidaten                       |        |
| C.J.C.H. van Nispen tot Sevenaer | 1.869  |
| J.H. van Mierlo                  | 884    |
| A.F. de Savornin Lohman          | 116    |

## 29 juni 1875
Carel van Nispen tot Sevenaer was bij de verkiezingen van 8 juni 1875 gekozen in twee kiesdistricten, Breda en Nijmegen. Hij opteerde voor Nijmegen, als gevolg waarvan in Breda een naverkiezing gehouden werd. 
|                                | 29 juni |
| ------------------------------ | ------- |
| Kiesgerechtigden               | 4.197   |
| Opkomst                        | 3.409   |
| Geldige stemmen                | 3.389   |
| Blanco stemmen                 | 14      |
| Kandidaten                     |         |
| H.A. des Amorie van der Hoeven | 2.148   |
| J.H. van Mierlo                | 1.164   |

## 12 juni 1877
De verkiezingen waren periodieke verkiezingen; zij werden gehouden vanwege de afloop van de zittingstermijn van een gekozen lid.
|                         | 12 juni |
| ----------------------- | ------- |
| Kiesgerechtigden        | 4.478   |
| Opkomst                 | 2.494   |
| Geldige stemmen         | 2.466   |
| Blanco stemmen          | 19      |
| Kandidaten              |         |
| A.F.X. Luyben           | 1.611   |
| J.H. van Mierlo         | 762     |
| A.F. de Savornin Lohman | 75      |

## 10 juni 1879
De verkiezingen waren periodieke verkiezingen; zij werden gehouden vanwege de afloop van de zittingstermijn van een gekozen lid.
|                                | 10 juni |
| ------------------------------ | ------- |
| Kiesgerechtigden               | 3.893   |
| Opkomst                        | 2.609   |
| Geldige stemmen                | 2.591   |
| Blanco stemmen                 | 10      |
| Kandidaten                     |         |
| H.A. des Amorie van der Hoeven | 1.926   |
| J.H. van Mierlo                | 644     |

## 6 juli 1880
Aloysius Luyben, gekozen bij de verkiezingen van 12 juni 1877, trad op 6 juni 1880 af vanwege zijn benoeming als rechter in de arrondissementsrechtbank van 's-Gravenhage. Om in de ontstane vacature te voorzien werd een tussentijdse verkiezing gehouden.
|                    | 6 juli |
| ------------------ | ------ |
| Kiesgerechtigden   | 3.930  |
| Opkomst            | 2.018  |
| Geldige stemmen    | 1.886  |
| Blanco stemmen     | 115    |
| Kandidaten         |        |
| H.J.A.M. Schaepman | 1.853  |

## 14 juni 1881
De verkiezingen waren periodieke verkiezingen; zij werden gehouden vanwege de afloop van de zittingstermijn van een gekozen lid.
|                    | 14 juni |
| ------------------ | ------- |
| Kiesgerechtigden   | 3.955   |
| Opkomst            | 1.760   |
| Geldige stemmen    | 1.713   |
| Blanco stemmen     | 38      |
| Kandidaten         |         |
| H.J.A.M. Schaepman | 1.657   |

## 12 juni 1883
De verkiezingen waren periodieke verkiezingen; zij werden gehouden vanwege de afloop van de zittingstermijn van een gekozen lid.
|                                 | 12 juni |
| ------------------------------- | ------- |
| Kiesgerechtigden                | 4.042   |
| Opkomst                         | 2.012   |
| Geldige stemmen                 | 1.982   |
| Blanco stemmen                  | 18      |
| Kandidaten                      |         |
| H.A. des Amorie van der Hoeven  | 1.586   |
| R.J.A. Kallenberg van den Bosch | 367     |

## 28 oktober 1884
De verkiezingen waren algemene verkiezingen; zij werden gehouden na ontbinding van de Tweede Kamer.
|                                 | 28 oktober |
| ------------------------------- | ---------- |
| Kiesgerechtigden                | 4.110      |
| Opkomst                         | 2.395      |
| Geldige stemmen                 | 4.715      |
| Blanco stemmen                  | 2          |
| Kiesdrempel                     | 1.179      |
| Kandidaten                      |            |
| H.J.A.M. Schaepman              | 1.951      |
| H.A. des Amorie van der Hoeven  | 1.934      |
| R.J.A. Kallenberg van den Bosch | 392        |
| J.C.C. den Beer Poortugael      | 390        |

## 14 juli 1885
Herman des Amorie van der Hoeven, gekozen bij de verkiezingen van 12 juni 1877, trad op 18 juni 1885 af vanwege zijn benoeming als lid van de Raad van State. Om in de ontstane vacature te voorzien werd een tussentijdse verkiezing gehouden.
|                       | 14 juli |
| --------------------- | ------- |
| Kiesgerechtigden      | 4.191   |
| Opkomst               | 2.071   |
| Geldige stemmen       | 2.024   |
| Blanco stemmen        | 23      |
| Kandidaten            |         |
| J.J.W. van den Biesen | 1.747   |
| W.M.H. Boers          | 221     |

## 15 juni 1886
De verkiezingen waren algemene verkiezingen; zij werden gehouden na ontbinding van de Tweede Kamer.
|                              | 15 juni |
| ---------------------------- | ------- |
| Kiesgerechtigden             | 4.387   |
| Opkomst                      | 2.611   |
| Geldige stemmen              | 5.095   |
| Blanco stemmen               | 103     |
| Kiesdrempel                  | 1.274   |
| Kandidaten                   |         |
| H.J.A.M. Schaepman           | 2.040   |
| J.J.W. van den Biesen        | 1.998   |
| M. Tydeman                   | 508     |
| J.W.H. Rutgers van Rozenburg | 485     |

## 1 september 1887
De verkiezingen waren algemene verkiezingen; zij werden gehouden na ontbinding van de Tweede Kamer.
|                       | 1 september |
| --------------------- | ----------- |
| Kiesgerechtigden      | 4.311       |
| Opkomst               | 1.620       |
| Geldige stemmen       | 3.174       |
| Blanco stemmen        | 48          |
| Kiesdrempel           | 794         |
| Kandidaten            |             |
| H.J.A.M. Schaepman    | 1.528       |
| J.J.W. van den Biesen | 1.525       |

## Voortzetting
Na de grondwetsherziening van 1887 werden de meervoudige kiesdistricten opgeheven; het kiesdistrict Breda werd derhalve omgezet in een enkelvoudig kiesdistrict. De gemeenten Halsteren, Nieuw-Vossemeer, Roosendaal, Steenbergen en Wouw werden toegevoegd aan het kiesdistrict Bergen op Zoom, de gemeenten Baarle-Nassau, Chaam, Gilze en Rijen, Ginneken en Bavel, Rijsbergen, Teteringen en Zundert aan het kiesdistrict Oosterhout en de gemeenten Oud- en Nieuw-Gastel, Oudenbosch en Standdaarbuiten aan het kiesdistrict Zevenbergen. 